# Urocoptidae
Brachypodellinae, Urocoptinae
Famille
Les Urocoptidae sont une famille de mollusques gastéropodes du sous-ordre des Helicina. Le WoRMS considère trois sous-familles, l'une non assignée, et les sous-familles des Brachypodellinae et des Urocoptinae.

## Liste des genres
Selon GBIF (4 avril 2023) :
- Acrocoptis Jaume & de la Torre, 1972
- Allocoptis F.G.Thompson & Franz, 1976
- Amphicosmia Pilsbry & Vanatta, 1898
- Amphistemma Jaume & de la Torre, 1972
- Angulicervix Pilsbry, 1933
- Anoma Albers, 1850
- Apoma H.Beck, 1837
- Arangia Pilsbry & Vanatta, 1898
- Archegocoptis Pilsbry, 1903
- Autocoptis Pilsbry, 1902
- Bactrocoptis Pilsbry, 1902
- Badiofaux Pilsbry, 1941
- Bialasmus Jaume & de la Torre, 1972
- Bostrychocentrum
- Brachypodella H.Beck, 1837
- Brevipedella Pilsbry, 1903
- Callocoptis Jaume & de la Torre, 1972
- Callonia Crosse & P.Fischer, 1870
- Capillacea Jaume & de la Torre, 1972
- Carcinostemma Jaume & de la Torre, 1972
- Centralia C.Torre & Bartsch, 1972
- Cochlodinella Pilsbry & Vanatta, 1898
- Cyclauchen Pilsbry, 1930
- Esochara Pilsbry & Vanatta, 1898
- Fibricutis Pilsbry, 1903
- Geminicoptis Jaume & de la Torre, 1972
- Geoscala Pilsbry & Vanatta, 1898
- Gongylostoma Albers, 1850
- Gongylostomella Pilsbry, 1941
- Gymnocentrum Pilsbry, 1942
- Gyraxis Pilsbry, 1903
- Habeas Simone, 2013
- Heterocoptis Jaume & de la Torre, 1972
- Idiostemma Pilsbry & Vanatta, 1898
- Insulaceramus Clench, 1967
- Ischnostrophina Pilsbry, 1933
- Johaniceramus Jaume & de la Torre, 1972
- Levistemma Jaume & de la Torre, 1972
- Liocallonia Pilsbry, 1902
- Liparotes Pilsbry, 1903
- Maceo (genre)Maceo Pilsbry & Vanatta, 1898
- Macroceramus Guilding, 1828
- Microceramus Pilsbry & Vanatta, 1898
- Mychostoma Albers, 1850
- Nesocoptis Pilsbry, 1941
- Nodulia Jaume & de la Torre, 1972
- Oligostylus Dall, 1895
- Organocoptis Jaume & de la Torre, 1972
- Orienticoptis Jaume & de la Torre, 1972
- Paracallonia Pilsbry, 1903
- Pfeiffericoptis Jaume & de la Torre, 1972
- Pineria Poey, 1854
- Planostemma C.Torre & Bartsch, 1972
- Pleurostemma Pilsbry, 1941
- Poecilocoptis Pilsbry, 1941
- Poeycoptis Jaume & de la Torre, 1972
- Pseudopineria Aguayo, 1938
- Pycnoptychia Pilsbry & Vanatta, 1898
- Sagracoptis Jaume & de la Torre, 1972
- Sectilumen Pilsbry & Vanatta, 1898
- Simplicervix Pilsbry, 1903
- Spiroceramus Pilsbry & Vanatta, 1898
- Spirostemma Pilsbry & Vanatta, 1898
- Steatocoptis Pilsbry, 1941
- Strophina Mörch, 1852
- Teneria Jaume & de la Torre, 1972
- Tenuistemma Jaume & de la Torre, 1972
- Tetrentodon Pilsbry, 1903
- Tomelasmus Pilsbry & Vanatta, 1898
- Torrecoptis Bartsch, 1943
- Trilamellaxis Jaume & de la Torre, 1972
- Uncinicoptis Jaume & de la Torre, 1972
- Urocoptis H.Beck, 1837

## Systématique
Le nom valide de ce taxon est Urocoptidae Pilsbry, 1898 (1868).
Urocoptidae a pour synonyme :
- Microceramidae

Le WoRMS considère trois sous-familles :
- une non assignée, ne comportant que le genre Habeas Simone, 2013
- Brachypodellinae H. B. Baker, 1956
- Urocoptinae Pilsbry, 1898 (1868)